# ناو کلاس المپیا
کروزر کلاس المپیا (به انگلیسی: Olympia-class cruiser) یک کلاس از کشتی است که طول آن 344 ft می‌باشد.